# 伊勢 (歌人)

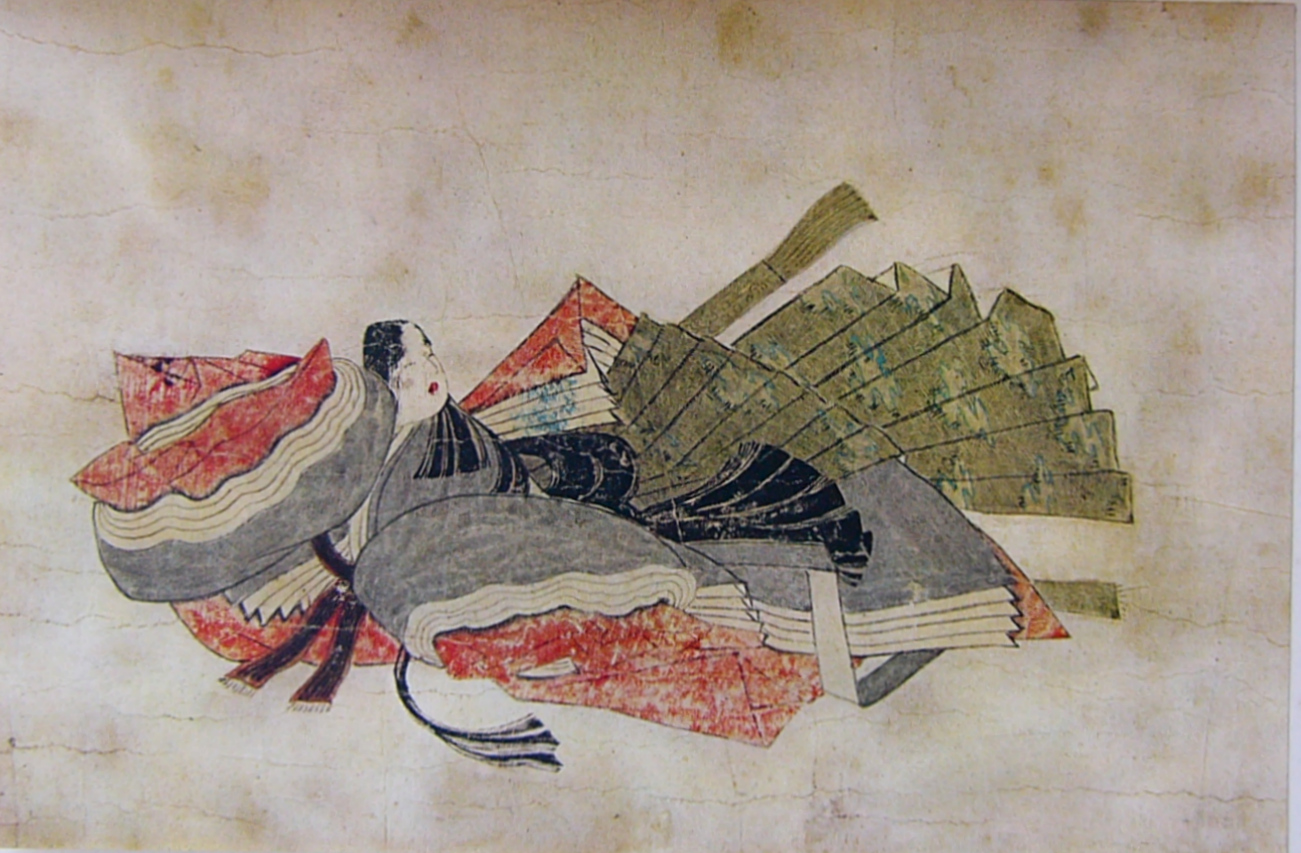
佐竹本三十六歌仙絵巻より

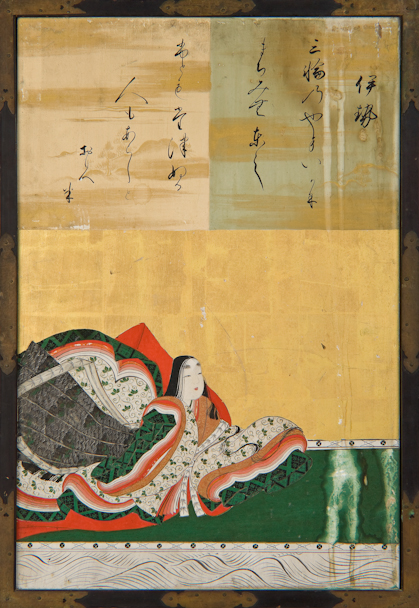
伊勢（狩野探幽『三十六歌仙額』）

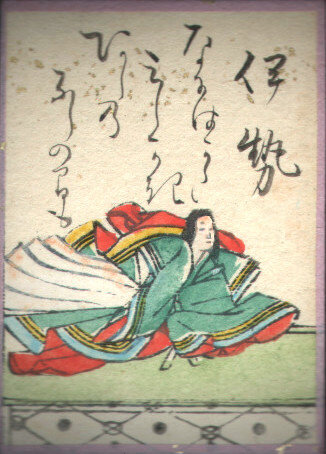
伊勢（百人一首より）

伊勢 （いせ、872年（貞観14年）頃 - 938年（天慶元年）頃）は、平安時代の日本の女性歌人。三十六歌仙、女房三十六歌仙の一人。藤原北家真夏流、伊勢守藤原継蔭の娘。伊勢の御（いせのご）、伊勢の御息所とも呼ばれた。

## 生涯
はじめ宇多天皇の中宮温子に女房として仕え、藤原仲平・時平兄弟や平貞文と交際の後、宇多天皇の寵愛を受けその皇子を生んだが早世した。その後は宇多天皇の皇子敦慶親王と結婚して中務を生む。宇多天皇の没後、摂津国嶋上郡古曽部の地に庵を結んで隠棲した。
情熱的な恋歌で知られ、『古今和歌集』（22首）以下の勅撰和歌集に176首が入集し、『古今和歌集』・『後撰和歌集』（65首）・『拾遺和歌集』（25首）では女流歌人として最も多く採録されている。また、小倉百人一首にも歌が採られている。家集に『伊勢集』がある。
- 小倉百人一首
  - 19番 難波潟 みじかき芦の ふしのまも あはでこの世を 過ぐしてよとや
- 今昔秀歌百撰
  - 24番 あひにあひて 物思ふころの わが袖に やどる月さへ ぬるる顔なる	,選者：大口道雄(朝日新聞社友)